# Араван Резаи
Араван Резаи (на френски: Aravane Rezaï на персийски: ارغوان رضائی) е френска тенисистка от ирански произход. Съсетазава се и за Иран.

## Кариера

### 2001 – 2005
Състезава се със знамето на Иран на Ислямските игри за жени, където печели златото в тениса през 2001 и 2005 г. Първите си титли (две поредни) печели през 2004 г. в Италия (Кастел Гандолфо и Сетимо Сан Пиетро). Въпреки успехите е претърпяла провал в квалификациите за Ролан Гарос малко по-рано през годината. Следващата година точно там ще запише първата си победа в основата схема на турнир от календара на Женската тенис асоциация срещу Камил Пин, но победната серия е прекъсната веднага – във втория кръг се изправя и губи от номер 2 в света Мария Шарапова.

### 2006
През 2006 г. Араван постига първата си победа над състезателка от първите 20 – в първия кръг от Откритото първенство на Съединените щати тя записва победа над номер 16 в света – германката Ана-Лена Грьонефелд. Победната серия продължава до четвъртия кръг където непреодолима се оказва петата в света Елена Дементиева. Това е най-добрият ѝ резултат на турнир от Големия шлем към момента. Най-дългата ѝ победна серия на състезание от подобен ранг е през същата година, на Ролан Гарос тръгва от квалификациите и достига до третия кръг, като по пътя си се справя и с японката Ай Сугияма.

### 2007
През 2007 г. на международния тенис турнир в Истанбул, Турция, Резаи достига първия си финал след като побеждава световната №29 Винъс Уилямс във втория кръг и втората в света Мария Шарапова на полуфинала (и двата мача тя не губи не повече от 4 гейма и нито един от сетовете). На финала губи от рускинята Елена Дементиева след като се отказва при резултат 6 – 75, 0 – 3.
Макар и след една добра седмица на червени кортове, в последвалото Открито първенство на Франция губи още в първия кръг от сънародничката си Марион Бартоли. Месец по-късно, на Уимбълдън, се справя последователно с Шенай Пери от Съединените шати и Франческа Скиавоне от Италия, но приключва участието си след 3 – 6, 2 – 6 с бъдещата полуфиналистка Ана Иванович.

### 2008
През 2008 г. достига до финала на турнира в Оукланд, Нова Зеландия, макар да е непоставена. В мача за титлата губи от бившата номер 1 Линдзи Дейвънпорт след 6 – 2, 6 – 2.

## Финали
| Легенда              |
| Голям шлем           |
| Шампионат на WTA Тур |
| I категория          |
| II категория         |
| III категория        |
| IV категория         |

### Титли на сингъл (1)
| Година | Турнир    | Категория               | Настилка      | Съперник       | Резултат        |
| 2009   | Страсбург | International $ 220 000 | клей (открит) | Луцие Храдецка | 7 – 6(2), 6 – 1 |

### Загубени финали на сингъл (2)
| №  | Дата           | Турнир                 | Настилка        | Противник на финала | Резултат             |
| 1. | 26 май, 2007   | Истанбул, Турция       | клей (открит)   | Елена Дементиева    | 7 – 6(5), 3 – 0 отк. |
| 2. | 5 януари, 2008 | Оукланд, Нова Зеландия | твърда (открит) | Линдзи Дейвънпорт   | 6 – 2, 6 – 2         |